# 查維斯島 (葛拉漢地)

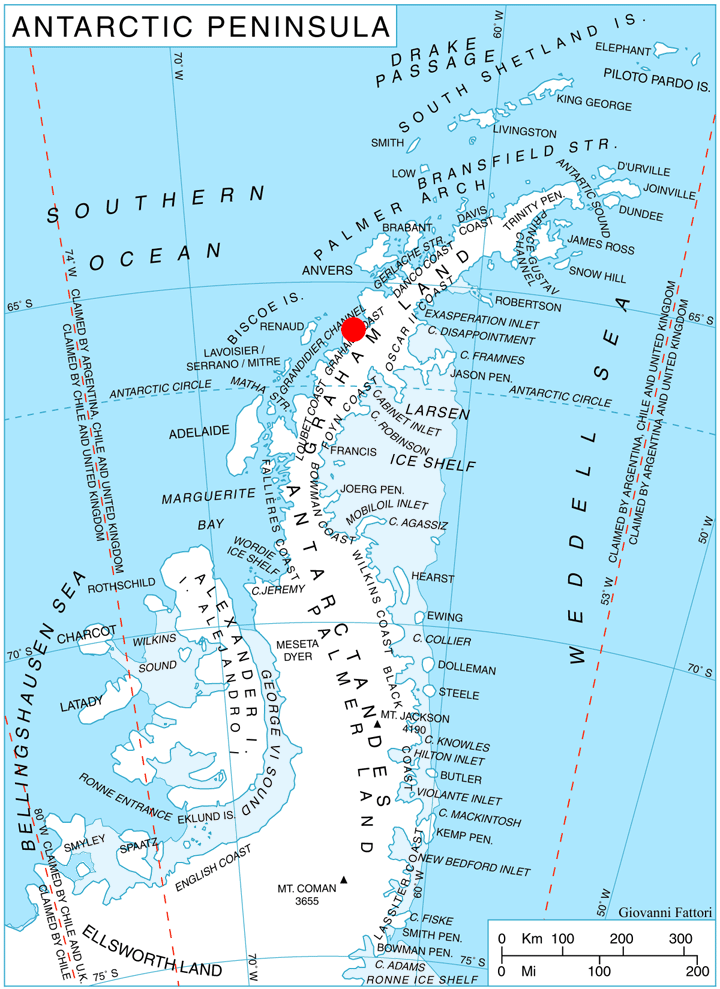

查維斯島（英語：Chavez Island）是南極洲的島嶼，位於葛拉漢地，處於勒魯灣和比戈灣之間的馬尼耶半島以西，長6公里，海拔高度550米，由讓-巴蒂斯特·夏古率領的法國探險隊發現和命名，現時由南極條約體系管理。